# 369e division d'infanterie
La 369e division d'infanterie (croate) (en Allemand : 369. Infanterie-Division (kroat.) ou 369. ID - en Croate : 369. (hrvatska) pješačka divizija) également appelée Teufelsdivision, Vrazja Divizija (Division du Diable) est une des trois divisions d'Infanterie Croates de la Wehrmacht, avec les 392 et 373 divisions d'infanterie, unité composée entièrement (soldats et cadres), de volontaires de l'État indépendant de Croatie.
Le 11 septembre 1944, sous les ordres de son commandant, la 369e division détruit deux villages près de Stolac, tous les hommes sont pendus et les femmes et les enfants sont déplacés. Selon l'historien britannique Ben H. Shepherd, cette division ne s'est distinguée que par le nombre de civils qu'elle a assassinés. Elle est connue sous le surnom de Teufelsdivision, division du diable. Son commandant, Fritz Neidholdt, est condamné à mort pour crimes de guerre en 1947.

## Historique

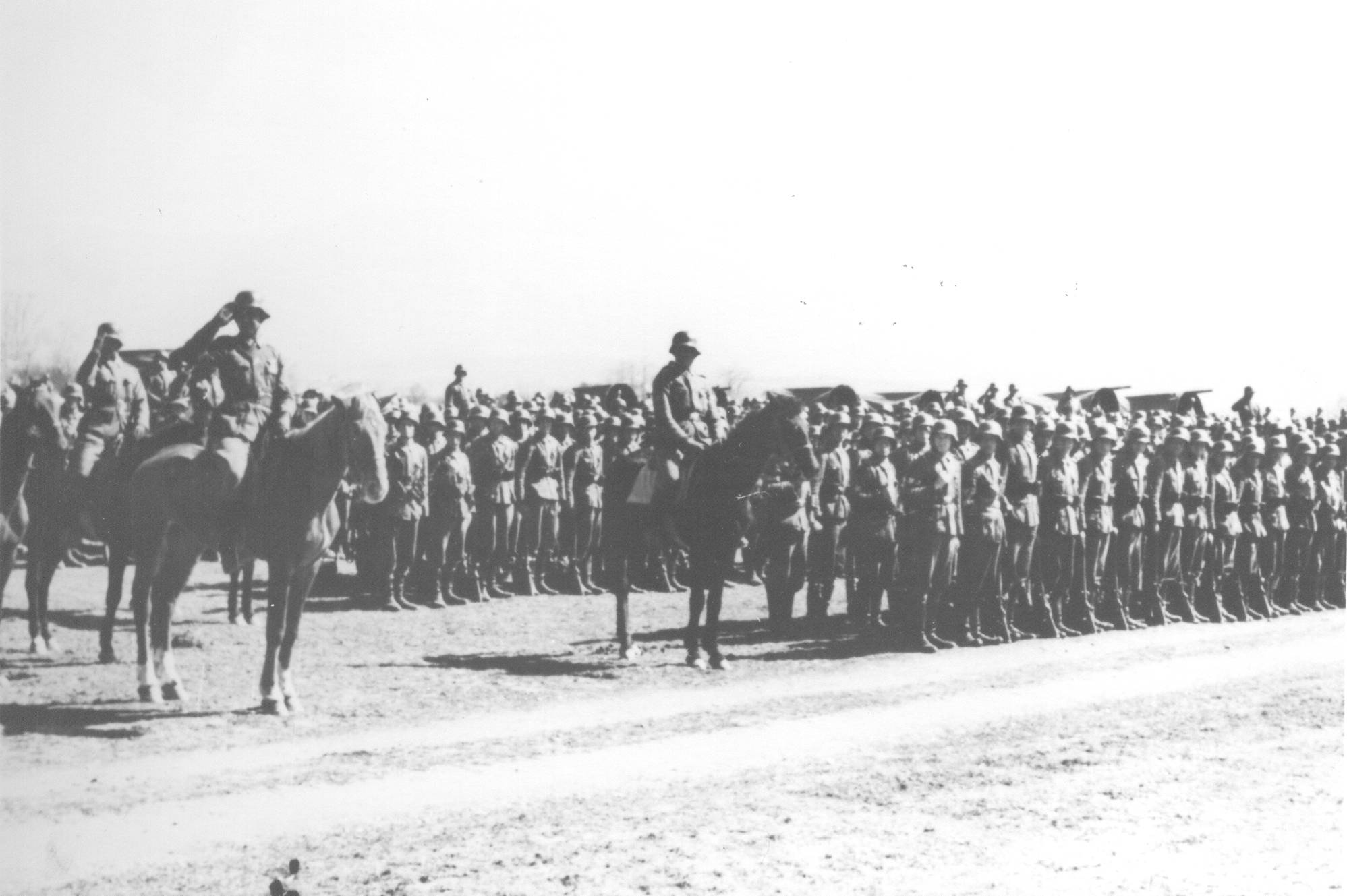
Image de la 369 division en 1943.

La 369. Infanterie-Division est inscrite le 21 août 1942 aux cahiers d'effectifs de la Wehrmacht (elle ne sera constituée sur le terrain que le 1er septembre 1942).
Le noyau de la division est formé avec le reliquat du Kroatischen Infanterie Regiment, (unité créée en juin 1941, à la demande de Poglavniks dit : Ante Pavelić, chef du gouvernement de Croatie) sous gestion de la  Wehrkreis XVII avec du personnel exclusivement croate en tant qu'élément de la 20. Welle (20e vague de mobilisation). Elle passera successivement de bataillon à régiment, de régiment à division, pour passer de division à brigade.
De août à décembre 1942, des éléments de la division participent aux combats de Stalingrad. Elle détache le 369 Kroatische Infanterie Regiment, ainsi que deux batteries d'artillerie, pour renforcer la 100eme division d'infanterie légère.
Elle participe à plusieurs opérations anti-partisans en Croatie, en Bosnie et dans le Monténégro. 
Du 20 octobre 1943 à décembre 1944 la division sera sous commandement de la Waffen-SS en étant integré au V. Generalkommando SS Freiwilligen Gebirgskorps .
Le 6 décembre 1943, sera rattachée à la brigade une unité de volontaires grecs : le 1001. Festungs-Infanterie-Batalion.
Puis, en 1944, elle participe aux combats face à l'Armée rouge en Yougoslavie.
Le 11 septembre 1944, sous les ordres du général Fritz Neidholdt, la division détruit les villages de Zagniezde (Zagnježđe) et d'Udora (près de Bjelojevići, Burmazi et Stolac), pendant tous les hommes et déplaçant toutes les femmes et les enfants.
Étant quasiment anéantie dans les combats, les reliquats des 369, 373 et 392 divisions d'infanterie, finiront par être répartis au sein du 845.Arabisches-Infanterie-Batalion (unité mixte composée de volontaires étrangers de différentes unités) dans les unités suivantes :
- Kroatisch-Französisch-Arabische Sonder-Kompanie basé à Döllersheim (Autriche).
- Ersatz-Kompanie des 845. Arabisches-Infanterie-Batalion basé à Zwettl (Autriche).
- Gemischten-Ausbildungs-Abteilung basé à Korneubourg (Autriche).
- II.Infanterie-Pionier-Ausbildungs-Kompanie basé à Tulln an der Donau (Autriche).
Les survivants capitulent face aux troupes britanniques dans la région de Klagenfurt en Autriche.

## Organisation

### Commandants
| Date                                | Grade           | Commandant      |
| ----------------------------------- | --------------- | --------------- |
| 1er septembre 1942 - 5 octobre 1944 | Generalleutnant | Fritz Neidholdt |
| 5 octobre 1944 - 8 mai 1945         | Generalleutnant | Georg Reinicke  |

## Théâtres d'opérations

### Théâtres d’opérations
| Date                            | Corp                             | Armée          | Heeresgruppe     | Secteur d'opération           |
| ------------------------------- | -------------------------------- | -------------- | ---------------- | ----------------------------- |
| Décembre-août 1942              |                                  | 6 Armée        | Heeresgruppe Süd | Stalingrad (Russie)           |
| Janvier 1943                    | Ober.Südöstereich                |                |                  |                               |
| Février-août 1943               | Befehlshaber der Dt. in Kroatien |                | Heeresgruppe E   | Croatie                       |
| 1er avril 1943                  | Befehlshaber der Dt. in Kroatien | 2. Panzerarmee | Heeresgruppe E   | Tuzla (Bosnie-Herzégovine)    |
| 15 août 1943                    | XV. Armeekorps                   | 2. Panzerarmee | Heeresgruppe F   | Sarajevo (Bosnie-Herzégovine) |
| 20 octobre 1943 - Novembre 1944 | V. SS Freiw-Gebirgskorps         | 2. Panzerarmee | Heeresgruppe F   | Mostar (Bosnie-Herzégovine)   |
| Décembre 1944                   | V. SS Freiw-Gebirgskorps         |                | Heeresgruppe E   | Mostar (Bosnie-Herzégovine)   |
| Janvier 1945                    | LXXXXI. Armeekorps               |                | Heeresgruppe F   | Sarajevo (Bosnie-Herzégovine) |
| Février - Mars 1945             | XXI. Armeekorps                  |                | Heeresgruppe F   | Sarajevo (Bosnie-Herzégovine) |
| Avril 1945                      | XXI. Armeekorps                  |                | Heeresgruppe E   | Brod, Cilli                   |

### Opérations
- Opérations anti-partisans en Croatie
  - Opération Schneesturm
  - Opération Kugelblitz

## Ordres de marche et dénominations successive
| Unité                           | Date      | Bat./Rgt. | Division | Corp | Heeresgruppe | Wehrkreis      | Garnison               | Ordre de marche                  | Effectifs théorique |
| ------------------------------- | --------- | --------- | -------- | ---- | ------------ | -------------- | ---------------------- | -------------------------------- | ------------------- |
| Kroatischen Infanterie Regiment | Juin 1941 |           |          |      |              | Wehrkreis XVII | Döllersheim (Autriche) | I. 1-4, II. 5-8, III. 9-12,13,14 | 2 808               |

| Unité                         | Date            | Bat./Rgt.                             | Division | Corp | Heersgruppe | Wehrkreis      | Garnison | Ordre de marche                  | Effectifs théorique |
| ----------------------------- | --------------- | ------------------------------------- | -------- | ---- | ----------- | -------------- | -------- | -------------------------------- | ------------------- |
| 369 Kroat.Inf.Ers.Batalion    | Hiver 1941/1942 |                                       |          |      |             | Wehrkreis XVII |          | I. 1-4, + 5 Lei. Bttr. + Nach.Kp | 1 172               |
| - Stab.Infanterie-Btl         | Hiver 1941/1942 | I./369 Kroatische Infanterie Regiment |          |      |             | Wehrkreis XVII |          |                                  | 73                  |
| - I, II & III Schutz-Kompanie | Hiver 1941/1942 | I./369 Kroatische Infanterie Regiment |          |      |             | Wehrkreis XVII |          |                                  | 186 x 3             |
| - IV.Machinengewehr-Kompanie  | Hiver 1941/1942 | I./369 Kroatische Infanterie Regiment |          |      |             | Wehrkreis XVII |          |                                  | 197                 |
| - V.Leicht-Batterie           | Hiver 1941/1942 | I./369 Kroatische Infanterie Regiment |          |      |             | Wehrkreis XVII |          |                                  | 171                 |
| - Nachrichten-Kompanie        | Hiver 1941/1942 | I./369 Kroatische Infanterie Regiment |          |      |             | Wehrkreis XVII |          |                                  | 173                 |

| Unité                                          | Date           | Type d'unité (arme) | Bat./Rgt.                         | Division                         | Corp    | Heeresgruppe     | Wehrkreis      | Garnison               | Ordre de marche                                 | Effectifs théorique |
| ---------------------------------------------- | -------------- | ------------------- | --------------------------------- | -------------------------------- | ------- | ---------------- | -------------- | ---------------------- | ----------------------------------------------- | ------------------- |
| 369 Infanterie-Division (kroat.)               | 21/08/1942     | Infanterie          |                                   |                                  |         |                  | Wehrkreis XVII | Stockerau (Autriche)   | 369.IR, 370.IR, 369.AR                          | 9 640               |
| 369 Kroat.Infanterie-Rgt.                      | 01/09/1942     | Infanterie          |                                   | 369 Infanterie-Division (kroat.) |         |                  | Wehrkreis XVII | Döllersheim (Autriche) | I. 1-4, II. 5-8, III. 9-12,13,14                | 2 808               |
| → 369 Kroat.Infanterie-Rgt.                    | Aout-Dec. 1942 | Infanterie          |                                   | 100 Leicht-Infanterie-Division   | 6 Armée | Heeresgruppe Süd |                | Stalingrad (Russie)    | I. 1-4, II. 5-8, III. 9-12,13,14 + Art.Abt. 7-8 | 2 808 + 432         |
| → 369 Grenadier-Regiment (kroat.)              | Mars 1943      | Infanterie          | → Kroatischen Ausbildungs Brigade |                                  |         |                  | Wehrkreis XVII | Stockerau (Autriche)   | I. 1-4, II. 5-8, III. 9-12,13,14                | 2 808               |
| 370 Kroat.Infanterie-Rgt.                      | 01/09/1942     | Infanterie          |                                   | 369 Infanterie-Division (kroat.) |         |                  | Wehrkreis XVII | Stockerau (Autriche)   | I. 1-4, II. 5-8, III. 9-12,13,14                | 2 808               |
| → 370 Grenadier-Regiment (kroat.)              | 15/10/1942     | Infanterie          |                                   | 369 Infanterie-Division (kroat.) |         |                  | Wehrkreis XVII | Stockerau (Autriche)   | I. 1-4, II. 5-8, III. 9-12,13,14                | 2 808               |
| → 370 Grenadier-Regiment (kroat.)              | Mars 1943      | Infanterie          | → Kroatischen Ausbildungs Brigade |                                  |         |                  | Wehrkreis XVII | Stockerau (Autriche)   | I. 1-4, II. 5-8, III. 9-12,13,14                | 2 808               |
| 369 Kroat.Artillerie-Rgt                       | 01/09/1942     | Artillerie          |                                   | 369 Infanterie-Division (kroat.) |         |                  | Wehrkreis XVII | Stockerau (Autriche)   | I. 1-3, II. 4-6, III. 7-8 (Stalingrad)          | 1 418               |
| - 969.Artillerie-Abteilungs                    | Aout-Dec.1942  | Artillerie          | 369 Kroat.Infanterie-Rgt.         | 100 Leicht-Infanterie-Division   | 6 Armée | Heeresgruppe-Süd |                | Stalingrad (Russie)    | III. 7-8                                        | 432                 |
| → 369 Kroat.Artillerie-Rgt                     | Mars 1943      | Artillerie          | → Kroatischen Ausbildungs Brigade |                                  |         |                  | Wehrkreis XVII | Stockerau (Autriche)   | I. 1-3, II. 4-6, III. 7-8                       | 1 418               |
| 369 Panzerjäger-Abteilungs (kroat.)            | 01/09/1942     | Chasseur de chars   |                                   | 369 Infanterie-Division (kroat.) |         |                  | Wehrkreis XVII | Stockerau (Autriche)   | I. 1-2                                          | 231                 |
| → 369 Panzerjäger-Abteilungs (kroat.)          | Mars 1943      | Chasseur de chars   | → Kroatischen Ausbildungs Brigade |                                  |         |                  | Wehrkreis XVII | Stockerau (Autriche)   | I. 1-2                                          | 231                 |
| 369 Aufklärungs-Abteilungs (kroat.)            | 01/09/1942     | Reconnaissance      |                                   | 369 Infanterie-Division (kroat.) |         |                  | Wehrkreis XVII | Stockerau (Autriche)   | I. Radfahr, Schw.Kp                             | 324                 |
| → 369 Aufklärungs-Abteilungs (kroat.)          | Mars 1943      | Reconnaissance      | → Kroatischen Ausbildungs Brigade |                                  |         |                  | Wehrkreis XVII | Stockerau (Autriche)   | I. Radfahr, Schw.Kp                             | 324                 |
| 369 Pionier-Batalion (kroat.)                  | 01/09/1942     | Génie d'infanterie  |                                   | 369 Infanterie-Division (kroat.) |         |                  | Wehrkreis XVII | Stockerau (Autriche)   | I. 1-3                                          | 613                 |
| → 369 Pionier-Batalion (kroat.)                | Mars 1943      | Génie d'infanterie  | → Kroatischen Ausbildungs Brigade |                                  |         |                  | Wehrkreis XVII | Stockerau (Autriche)   | I. 1-3                                          | 613                 |
| 369 Feldersatz-Batalion (kroat.)               | Ete 1943       | Réserve             |                                   | 369 Infanterie-Division (kroat.) |         |                  | Wehrkreis XVII | Stockerau (Autriche)   | I. 1-2                                          | 943                 |
| → 369 Feldersatz-Batalion (kroat.)             | Mars 1943      | Réserve             | →Kroatischen Ausbildungs Brigade  |                                  |         |                  | Wehrkreis XVII | Stockerau (Autriche)   | I. 1-4                                          | 1 886               |
| 369 Inf.Div.Nachrichten-Abteilungs (kroat.)    | 01/09/1942     | Transmission        |                                   | 369 Infanterie-Division (kroat.) |         |                  | Wehrkreis XVII | Stockerau (Autriche)   |                                                 | 440                 |
| → 369 Inf.Div.Nachrichten-Abteilungs (kroat.)  | Mars 1943      | Transmission        | →Kroatischen Ausbildungs Brigade  |                                  |         |                  | Wehrkreis XVII | Stockerau (Autriche)   |                                                 | 440                 |
| 369 Inf.Div.Naschubfhürer (kroat.)             | 12/09/1942     | Logistique          |                                   |                                  |         |                  | Wehrkreis XVII | Stockerau (Autriche)   |                                                 | 55                  |
| → Kdr. der Inf.Div.Naschubtruppen 369 (kroat.) | 15/10/1942     | Logistique          | Kroatischen Ausbildungs Brigade   | 369 Infanterie-Division (kroat.) |         |                  | Wehrkreis XVII | Stockerau (Autriche)   |                                                 | 55                  |

| Unité                                     | Date          | Bat./Rgt.              | Division | Corp | Heersgruppe | Wehrkreis      | Garnison             | Ordre de marche                  | Effectifs théorique |
| ----------------------------------------- | ------------- | ---------------------- | -------- | ---- | ----------- | -------------- | -------------------- | -------------------------------- | ------------------- |
| → 969 Grenadier-Regiment (kroat.)         | Hiver 1942/43 | → 369 Kroat.Ers.Rgt    |          |      |             | Wehrkreis XVII | Stockerau (Autriche) | I. 1-4, II. 5-8, III. 9-12,13,14 | 2 808               |
| 369 Kroat.Ers.Regiment                    | 20/04/1943    |                        |          |      |             | Wehrkreis XVII | Stockerau (Autriche) | I. 1-5, II. 7-12, III. 13-20     | 4 145               |
| I.Infanterie-Batalion                     | 20/04/1943    | I./369 Kroat.Ers.Rgt   |          |      |             | Wehrkreis XVII | Stockerau (Autriche) | I. 1-5                           | 1 014               |
| - Stab.Infanterie-Batalion                | 20/04/1943    | I./369 Kroat.Ers.Rgt   |          |      |             | Wehrkreis XVII | Stockerau (Autriche) |                                  | 73                  |
| - I, II, III & IV.Shutz-Kompanie          | 20/04/1943    | I./369 Kroat.Ers.Rgt   |          |      |             | Wehrkreis XVII | Stockerau (Autriche) |                                  | 186 x 4             |
| - V.Machinegewehr-Kompanie                | 20/04/1943    | I./369 Kroat.Ers.Rgt   |          |      |             | Wehrkreis XVII | Stockerau (Autriche) |                                  | 197                 |
| II.Infanterie-Batalion                    | 20/04/1943    | 369 Kroat.Ers.Rgt      |          |      |             | Wehrkreis XVII | Stockerau (Autriche) | II. 7-9, 10, 11, 12              | 1 091               |
| - Stab.Infanterie-Batalion                | 20/04/1943    | II.369 Kroat.Ers.Rgt   |          |      |             | Wehrkreis XVII | Stockerau (Autriche) |                                  | 73                  |
| - VII, VIII & IX.Shutz-Kompanie           | 20/04/1943    | II./369 Kroat.Ers.Rgt  |          |      |             | Wehrkreis XVII | Stockerau (Autriche) |                                  | 186 x 3             |
| - X.Panzer-Jäger-Kompanie                 | 20/04/1943    | II./369 Kroat.Ers.Rgt  |          |      |             | Wehrkreis XVII | Stockerau (Autriche) |                                  | 116                 |
| - XI.Naschrichten-Kompanie                | 20/04/1943    | II./369 Kroat.Ers.Rgt  |          |      |             | Wehrkreis XVII | Stockerau (Autriche) |                                  | 173                 |
| - XII.Leicht-Battrie                      | 20/04/1943    | II./369 Kroat.Ers.Rgt  |          |      |             | Wehrkreis XVII | Stockerau (Autriche) |                                  | 171                 |
| III.Infanterie-Batalion                   | 20/04/1943    | 369 Kroat.Ers.Rgt      |          |      |             | Wehrkreis XVII | Stockerau (Autriche) | III. 13-15, 16, 17, 18, 19-20    | 2 040               |
| - Stab.Infanterie-Batalion                | 20/04/1943    | III./369 Kroat.Ers.Rgt |          |      |             | Wehrkreis XVII | Stockerau (Autriche) |                                  | 73                  |
| - XIII, XIV & XV.Shutz-Kompanie           | 20/04/1943    | III./369 Kroat.Ers.Rgt |          |      |             | Wehrkreis XVII | Stockerau (Autriche) |                                  | 186 x 3             |
| - XVI.Stab-Division-Naschrichten-Kompanie | 20/04/1943    | III./369 Kroat.Ers.Rgt |          |      |             | Wehrkreis XVII | Stockerau (Autriche) |                                  | 243                 |
| - XVII.Pionier-Kompanie                   | 20/04/1943    | III./369 Kroat.Ers.Rgt |          |      |             | Wehrkreis XVII | Stockerau (Autriche) |                                  | 191                 |
| - XVIII.Stab-Kompanie                     | 20/04/1943    | III./369 Kroat.Ers.Rgt |          |      |             | Wehrkreis XVII | Stockerau (Autriche) |                                  | 77                  |
| - XIX & XX.Genesenden-Kompanie            | 20/04/1943    | III./369 Kroat.Ers.Rgt |          |      |             | Wehrkreis XVII | Stockerau (Autriche) |                                  | 314 x 2             |

| Unité                           | Date       | Bat./Rgt.                            | Division | Corp | Heersgruppe | Wehrkreis      | Garnison             | Ordre de marche              | Effectifs théorique |
| ------------------------------- | ---------- | ------------------------------------ | -------- | ---- | ----------- | -------------- | -------------------- | ---------------------------- | ------------------- |
| Kroatischen Ausb.-Brigade       | 20/04/1943 |                                      |          |      |             | Wehrkreis XVII | Stockerau (Autriche) | I - III, IV. 13-21, V. & VI. | 7 956 + 685         |
| I.Infanterie-Batalion           | 20/04/1943 | Kroatischen Ausbildungs-Brigade      |          |      |             | Wehrkreis XVII | Stockerau (Autriche) | I. 1-4                       | 828                 |
| - Stab.Infanterie-Batalion      | 20/04/1943 | I./Kroatischen Ausbildungs-Brigade   |          |      |             | Wehrkreis XVII | Stockerau (Autriche) |                              | 73                  |
| - I, II & III.Shutz-Kompanie    | 20/04/1943 | I./Kroatischen Ausbildungs-Brigade   |          |      |             | Wehrkreis XVII | Stockerau (Autriche) |                              | 186 x 3             |
| - IV.Machinegewehr-Kompanie     | 20/04/1943 | I./Kroatischen Ausbildungs-Brigade   |          |      |             | Wehrkreis XVII | Stockerau (Autriche) |                              | 197                 |
| II.Infanterie-Batalion          | 20/04/1943 | Kroatischen Ausbildungs-Brigade      |          |      |             | Wehrkreis XVII | Stockerau (Autriche) | II. 5-8                      | 828                 |
| - Stab.Infanterie-Batalion      | 20/041943  | II./Kroatischen Ausbildungs-Brigade  |          |      |             | Wehrkreis XVII | Stockerau (Autriche) |                              | 73                  |
| - V, VI & VII.Shutz-Kompanie    | 20/04/1943 | II./Kroatischen Ausbildungs-Brigade  |          |      |             | Wehrkreis XVII | Stockerau (Autriche) |                              | 186 x 3             |
| - VIII.Machinegewehr-Kompanie   | 20/04/1943 | II./Kroatischen Ausbildungs-Brigade  |          |      |             | Wehrkreis XVII | Stockerau (Autriche) |                              | 197                 |
| III.Infanterie-Batalion         | 20/04/1943 | Kroatischen Ausbildungs-Brigade      |          |      |             | Wehrkreis XVII | Stockerau (Autriche) | III. 9-12                    | 828                 |
| - Stab.Infanterie-Batalion      | 20/04/1943 | III./Kroatischen Ausbildungs-Brigade |          |      |             | Wehrkreis XVII | Stockerau (Autriche) |                              | 73                  |
| - IX, X & XI.Shutz-Kompanie     | 20/04/1943 | III./Kroatischen Ausbildungs-Brigade |          |      |             | Wehrkreis XVII | Stockerau (Autriche) |                              | 186 x 3             |
| - XII.Machinegewehr-Kompanie    | 20/04/1943 | III./Kroatischen Ausbildungs-Brigade |          |      |             | Wehrkreis XVII | Stockerau (Autriche) |                              | 197                 |
| IV.Infanterie-Batalion          | 20/04/1943 | Kroatischen Ausbildungs-Brigade      |          |      |             | Wehrkreis XVII | Stockerau (Autriche) | IV. 13-16,17,18,19,20-21     | 1 707               |
| - Stab.Infanterie-Batalion      | 20/04/1943 | IV./Kroatischen Ausb.Brigade         |          |      |             | Wehrkreis XVII | Stockerau (Autriche) |                              | 73                  |
| - XIII, XIV & XV.Shutz-Kp       | 20/04/1943 | IV./Kroatischen Ausb.Brigade         |          |      |             | Wehrkreis XVII | Stockerau (Autriche) |                              | 186 x 3             |
| - XVI.Machinegewehr-Kompanie    | 20/04/1943 | IV./Kroatichen Ausb.Brigade          |          |      |             | Wehrkreis XVII | Stockerau (Autriche) |                              | 197                 |
| - XVII.Stab-Offz.Lehr           | 20/04/1943 | IV./Kroatichen Ausb.Brigade          |          |      |             | Wehrkreis XVII | Stockerau (Autriche) |                              | 173                 |
| - XVIII.Inf.-Nachrichten-Zug    | 20/04/1943 | IV./Kroatichen Ausb.Brigade          |          |      |             | Wehrkreis XVII | Stockerau (Autriche) |                              | 32                  |
| - XIX.Dt-Genesenden             | 20/04/1943 | IV./Kroatichen Ausb.Brigade          |          |      |             | Wehrkreis XVII | Stockerau (Autriche) |                              | 314                 |
| - XX & XXI.Radfhar-Ausb.        | 20/04/1943 | IV./Kroatichen Ausb.Brigade          |          |      |             | Wehrkreis XVII | Stockerau (Autriche) |                              | 180 x 2             |
| Artillerie-Ausb.Abteilungs      | 20/04/1943 | Kroatischen Ausbildungs Brigade      |          |      |             | Wehrkreis XVII | Stockerau (Autriche) | Art.Ausb.Abt. 1-5            | 1 505               |
| - Stab.Artillerie-Abteilungs    | 20/04/1943 | Art.Ausb.Abt./Kroat.Ausb.Brigade     |          |      |             | Wehrkreis XVII | Stockerau (Autriche) |                              | 123                 |
| - I & II.Leicht-Battrie         | 20/04/1943 | Art.Ausb.Abt./Kroat.Ausb.Brigade     |          |      |             | Wehrkreis XVII | Stockerau (Autriche) |                              | 513 x 2             |
| - III.Schwer-Battrie            | 20/04/1943 | Art.Ausb.Abt./Kroat.Ausb.Brigade     |          |      |             | Wehrkreis XVII | Stockerau (Autriche) |                              | 173                 |
| - IV.Fahr-Vermessung-Art        | 20/04/1943 | Art.Ausb.Abt./Kroat.Ausb.Brigade     |          |      |             | Wehrkreis XVII | Stockerau (Autriche) |                              | 10                  |
| - V.Schwer-Battrie-Genesenden   | 20/04/1943 | Art.Ausb.Abt./Kroat.Ausb.Brigade     |          |      |             | Wehrkreis XVII | Stockerau (Autriche) |                              | 173                 |
| Gemeinsam.Ausb.Abteilungs       | 20/04/1943 | Kroatischen Ausbildungs Brigade      |          |      |             | Wehrkreis XVII | Stockerau (Autriche) | Gem.Ausb.Abt. 1-6, 1-2       | 1 320               |
| - I.Infanterie-Pionier-Kompanie | 20/04/1943 | Gem.Ausb.Abt./Kroat.Ausb.Brigade     |          |      |             | Wehrkreis XVII | Stockerau (Autriche) |                              | 176                 |
| - II.Pionier-Kompanie           | 20/04/1943 | Gem.Ausb.Abt./Kroat.Ausb.Brigade     |          |      |             | Wehrkreis XVII | Stockerau (Autriche) |                              | 191                 |
| - III.Inf.Panzer-Jäger-Kp       | 20/04/1943 | Gem.Ausb.Abt./Kroat.Ausb.Brigade     |          |      |             | Wehrkreis XVII | Stockerau (Autriche) |                              | 255                 |
| - IV.Panzer-Jäger-Kompanie      | 20/04/1943 | Gem.Ausb.Abt./Kroat.Ausb.Brigade     |          |      |             | Wehrkreis XVII | Stockerau (Autriche) |                              | 136                 |
| - V.Kraftfahr-Kompanie          | 20/04/1943 | Gem.Ausb.Abt./Kroat.Ausb.Brigade     |          |      |             | Wehrkreis XVII | Stockerau (Autriche) |                              | 225                 |
| - VI.Naschub-Kompanie           | 20/04/1943 | Gem.Ausb.Abt./Kroat.Ausb.Brigade     |          |      |             | Wehrkreis XVII | Stockerau (Autriche) |                              | 155                 |
| - I.Brig.Fspr-Kompanie          | 20/04/1943 | Gem.Ausb.Abt./Kroat.Ausb.Brigade     |          |      |             | Wehrkreis XVII | Stockerau (Autriche) |                              | 182                 |
| Genesenden-Abteilungs           | 20/04/1943 | Kroatischen Ausbildungs Brigade      |          |      |             | Wehrkreis XVII | Stockerau (Autriche) |                              | 940                 |
| - I, II, III & IV Gen.Kompanie  | 20/04/1943 | Gen.Abt./Kroat.Ausb.Brigade          |          |      |             | Wehrkreis XVII | Stockerau (Autriche) |                              | 235 x 4             |
| 1001. Fest.Infanterie-Btl.      | 1944       | Kroatischen Ausbildungs Brigade      |          |      |             | Wehrkreis II   |                      |                              | 685                 |

| Unité                           | Date | Bat./Rgt.                       | Division | Corp | Heeresgruppe | Wehrkreis | Garnison                   | Ordre de marche | Effectifs théorique |
| ------------------------------- | ---- | ------------------------------- | -------- | ---- | ------------ | --------- | -------------------------- | --------------- | ------------------- |
| Kroatischen Ausbildungs Brigade | 1944 |                                 |          |      |              |           |                            |                 | 5 502               |
| - Stab., Offz & Uffz            | 1944 | Kroatischen Ausbildungs Brigade |          |      |              |           | Neusiedl am See (Autriche) |                 | 129                 |
| - I & II.Ausbildungs-Batalion   | 1944 | Kroatischen Ausbildungs Brigade |          |      |              |           | Stockerau (Autriche)       |                 | 732 x 2             |
| - III.Ausbildungs-Batalion      | 1944 | Kroatischen Ausbildungs Brigade |          |      |              |           | Hollabrunn (Autriche)      |                 | 732                 |
| - IV.Ausbildungs-Batalion       | 1944 | Kroatischen Ausbildungs Brigade |          |      |              |           | Neusield am See (Autriche) |                 | 732                 |
| - Artillerie-Ausb.Abteilungs    | 1944 | Kroatischen Ausbildungs Brigade |          |      |              |           | Stockerau (Autriche)       |                 | 1 505               |
| - Ersatz-Batalion               | 1944 | Kroatischen Ausbildungs Brigade |          |      |              |           | Stockerau (Autriche)       |                 | 940                 |